# Shire of Victoria Plains

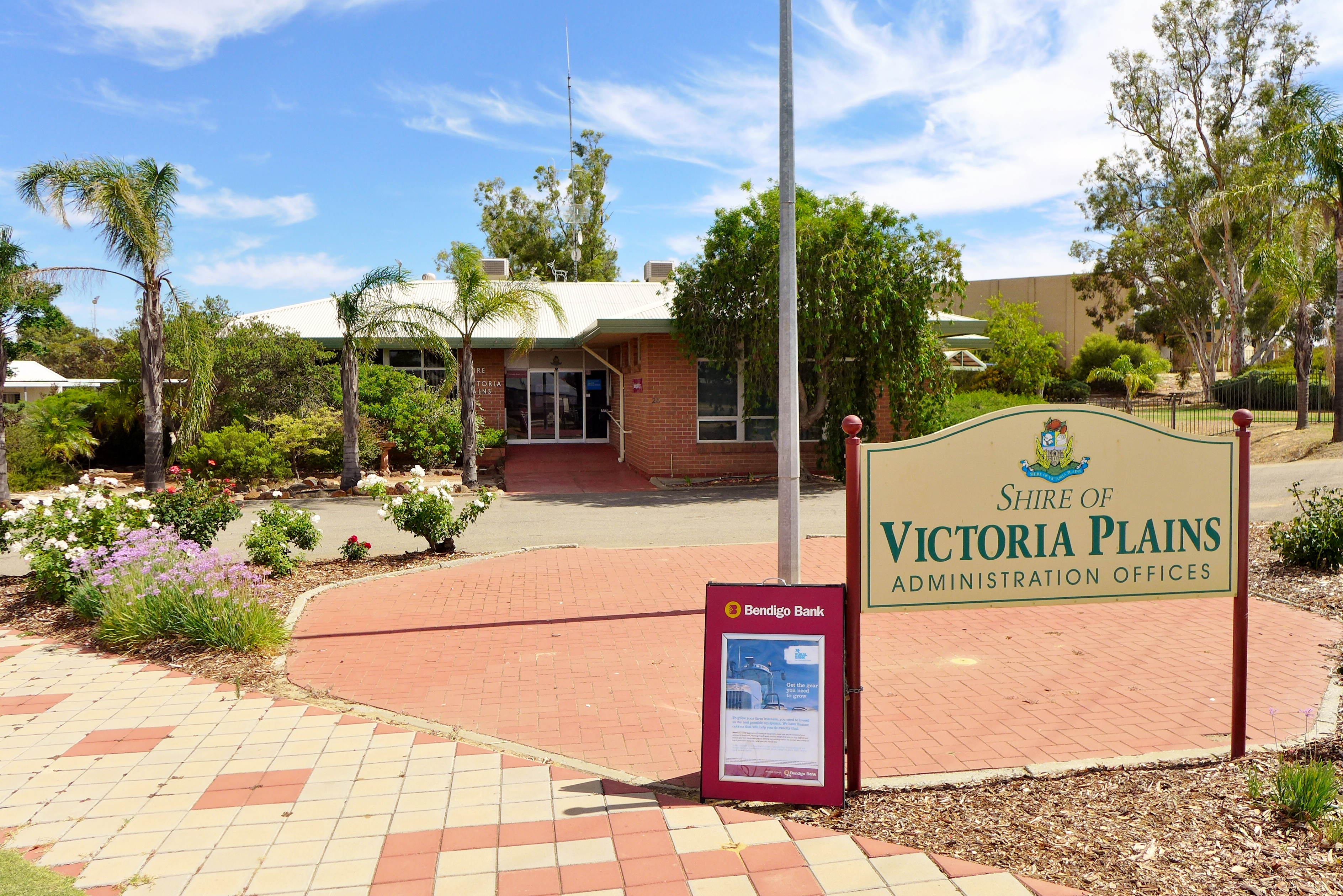
kantoren Shire of Victoria Plains

Shire of Victoria Plains is een lokaal bestuursgebied (LGA) in de regio Wheatbelt in West-Australië. De hoofdplaats is Calingiri.

## Geschiedenis
Op 24 januari 1871 werd het Victoria Plains Road District opgericht. Ten gevolgde de 'Local Government Act' van 1960 veranderde het district van naam en werd op 1 juli 1961 de Shire of Victoria Plains.

## Beschrijving
Shire of Victoria plains is een landbouwdistrict in de regio Wheatbelt. Het is 2.569 km² groot en ligt ongeveer 160 kilometer ten noordoosten van de West-Australische hoofdstad Perth.
In 2021 telde Shire of Victoria Plains 802 inwoners. Minder dan 5 % van de bevolking gaf tijdens de volkstelling dat jaar aan van inheemse afkomst te zijn.
De hoofdplaats is Calingiri. Daar zijn de kantoren van het districtsbestuur, een bibliotheek en een gemeenschapszaal. Ook de omliggende van het district deel uitmakende dorpjes hebben gemeenschapszalen. Bolgart heeft daarenboven een basisschool.

## Plaatsen, dorpen en lokaliteiten
- Bolgart
- Calingiri
- Gillingarra
- Mogumber
- New Norcia
- Piawaning
- Waddington
- Yerecoin

## Bevolkingsevolutie
| Jaar | Bevolkingsaantl |
| ---- | --------------- |
| 1911 | 880             |
| 1921 | 1.089           |
| 1933 | 1.241           |
| 1947 | 1.124           |
| 1954 | 1.810           |
| 1961 | 2.030           |
| 1966 | 1.785           |
| 1971 | 1.700           |
| 1976 | 1.493           |
| 1981 | 1.332           |
| 1986 | 1.243           |
| 1991 | 1.079           |
| 1996 | 943             |
| 2001 | 963             |
| 2006 | 903             |
| 2011 | 895             |
| 2016 | 910             |
| 2021 | 802             |